# Золотая Нива (Донецкая область)
Золотая Нива (укр. Золота Нива) — посёлок в Великоновосёлковском районе Донецкой области Украины.
Население по переписи 2001 года составляло 346 человек. Почтовый индекс — 85560. Телефонный код — 6243. Код КОАТУУ — 1421286402.

## Вторжение России в Украину
31 марта 2022 года МО РФ сообщило о захвате Золотой Нивы.
Летом 2022 года ВСУ освободили село.
В начале октября 2024 года ВС РФ вновь захватили село.

## Известные уроженцы
- Кононенко, Григорий Иосифович (1938—2006) — советский и украинский режиссёр, актёр, профессор, Народный артист УССР.

## Местный совет
85560, Донецька область, Великоновосілківський район, с. Шахтарське, вул. Центральна, 32, 92-1-25 (укр.)